# Mechanitis plagifera
Mechanitis plagifera är en fjärilsart som beskrevs av Otto Staudinger 1885. Mechanitis plagifera ingår i släktet Mechanitis och familjen praktfjärilar. Inga underarter finns listade i Catalogue of Life.